# Lesmo
Lesmo (lombardul: Lesmu) település Olaszországban, Lombardia régióban, Monza e Brianza megyében. Lakosainak száma 8405 fő (2023. január 1.). Lesmo Biassono, Casatenovo, Macherio, Arcore, Camparada, Correzzana és Triuggio községekkel határos.

## Népesség
A település lakossága az elmúlt években az alábbi módon változott:
| Lakosok száma | 8396 | 8448 | 8550 | 8405 |
|               | 2013 | 2017 | 2018 | 2023 |